# Pujols-sur-Ciron
Pujols-sur-Ciron è un comune francese di 744 abitanti situato nel dipartimento della Gironda nella regione della Nuova Aquitania. Come si evince dal nome, il paese si trova sulle rive del Ciron.

## Società

### Evoluzione demografica
Abitanti censiti